# The Battle of Epping Forest
The Battle of Epping Forest è una canzone del gruppo musicale inglese dei Genesis, facente parte dell'album Selling England by the Pound. Nel vinile la canzone apre il lato B del disco.

## Il brano
Il brano prende spunto da un regolamento di conti da parte di due bande rivali della periferia londinese. Le due bande si scontrarono a causa di problemi sul controllo del territorio.
In questa canzone i Genesis descrivono la scena in maniera quasi comica, immaginando lo scontro come una battaglia e facendo uso di numerosi doppi sensi. La canzone descrive lo scontro tra le bande e contemporaneamente alcuni dei personaggi, come ad esempio il reverendo o Roy che distribuisce il tè come se fosse un picnic.
Tony Banks fu il principale compositore del brano, aiutato da Mike Rutherford. Il testo invece fu scritto da Peter Gabriel.
Nel libro The Book of Genesis di Hugh Fielder, il gruppo sembra avere opinioni contrastanti riguardo a questa canzone. Benché i vari membri convengano che la canzone abbia molte buone idee musicali, concordano anche che la canzone abbia un testo troppo lungo e un arrangiamento troppo pesante.
The Battle of Epping Forest venne eseguita in concerto solo durante il tour in supporto a "Selling England by The Pound". Una versione dal vivo è reperibile nel CD Extra contenuto nel cofanetto Live 1973-2007, registrato al Rainbow Theatre di Londra il 20 ottobre 1973.

## Formazione
- Peter Gabriel: voce, flauto
- Steve Hackett: chitarre
- Tony Banks: tastiere
- Phil Collins: batteria
- Mike Rutherford: basso elettrico